# لويد بينيت
لويد بينيت (بالإنجليزية: Lloyd Bennett)‏ هو لاعب كرة قدم أسترالية أسترالي، ولد في 8 أبريل 1916 في دافنبورت في أستراليا، وتوفي في 16 أبريل 1995.

## وصلات خارجية
- لويد بينيت على موقع AustralianFootball.com (الإنجليزية)
- لويد بينيت على موقع AFLtables.com (الإنجليزية)